# Madison (Dacota do Sul)
Madison é uma cidade localizada no estado norte-americano de Dakota do Sul, no Condado de Lake.

## Demografia
Segundo o censo norte-americano de 2000, a sua população era de 6540 habitantes.
Em 2006, foi estimada uma população de 6258, um decréscimo de 282 (-4.3%).

## Geografia
De acordo com o United States Census Bureau tem uma área de
11,1 km², dos quais 11,1 km² cobertos por terra e 0,0 km² cobertos por água. Madison localiza-se a aproximadamente 178 m acima do nível do mar.

## Localidades na vizinhança
O diagrama seguinte representa as localidades num raio de 28 km ao redor de Madison.